# Vatica
Vatica är ett släkte av tvåhjärtbladiga växter. Vatica ingår i familjen Dipterocarpaceae.

## Bildgalleri

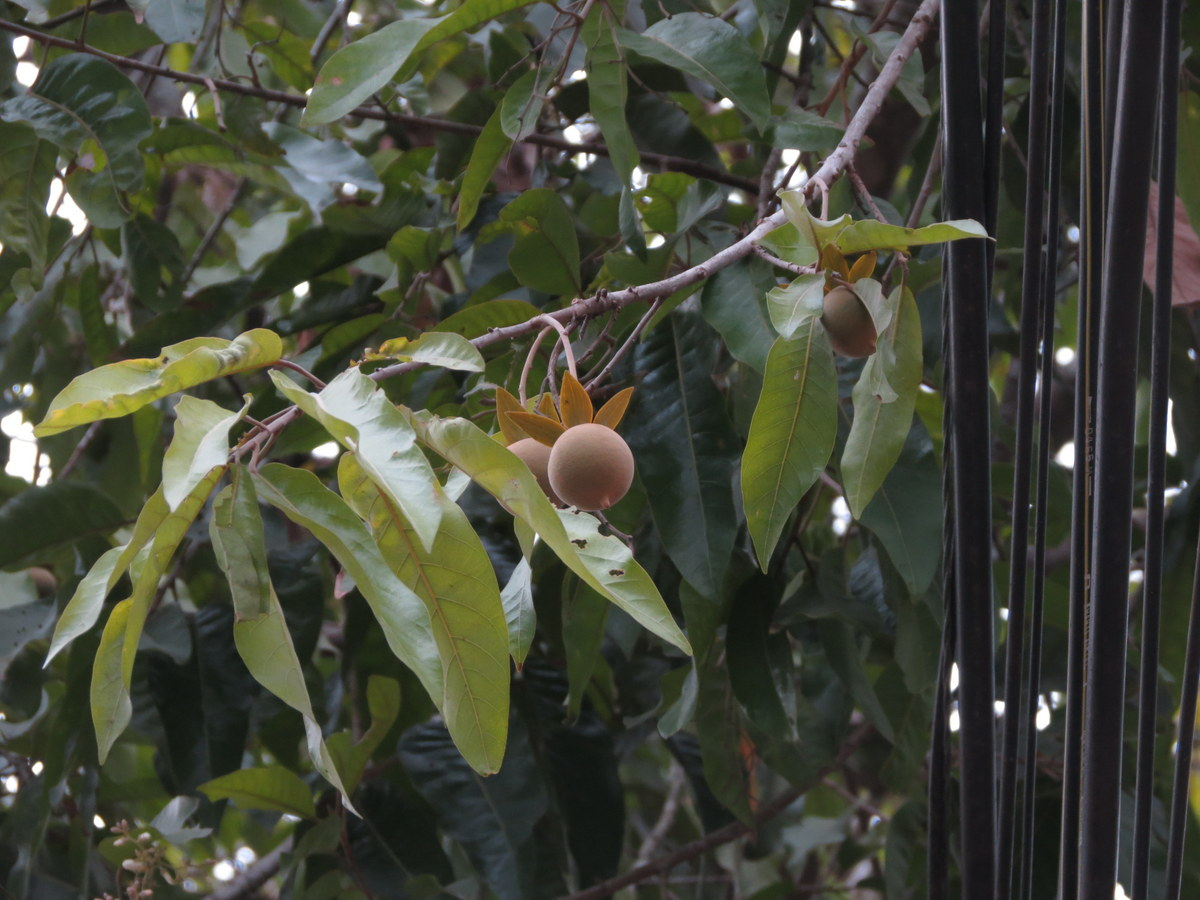
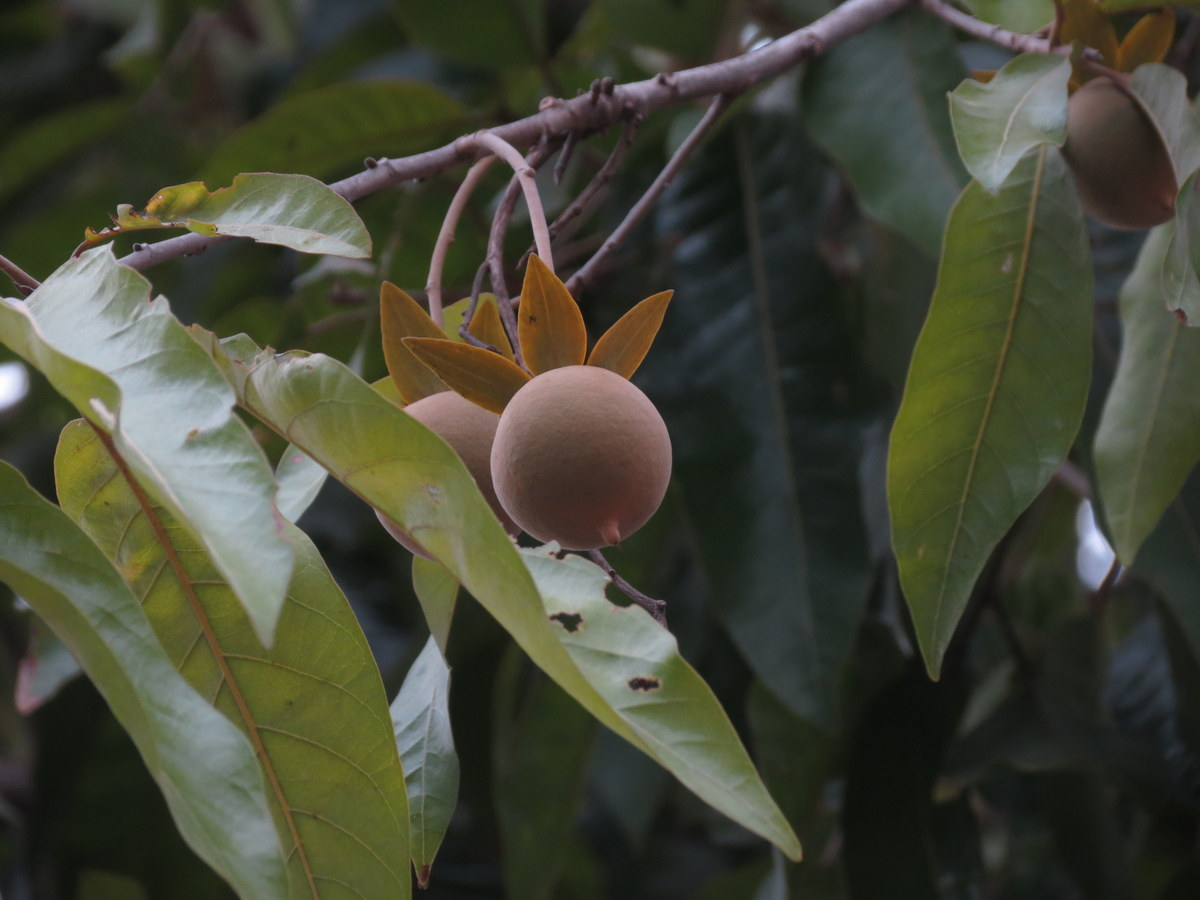
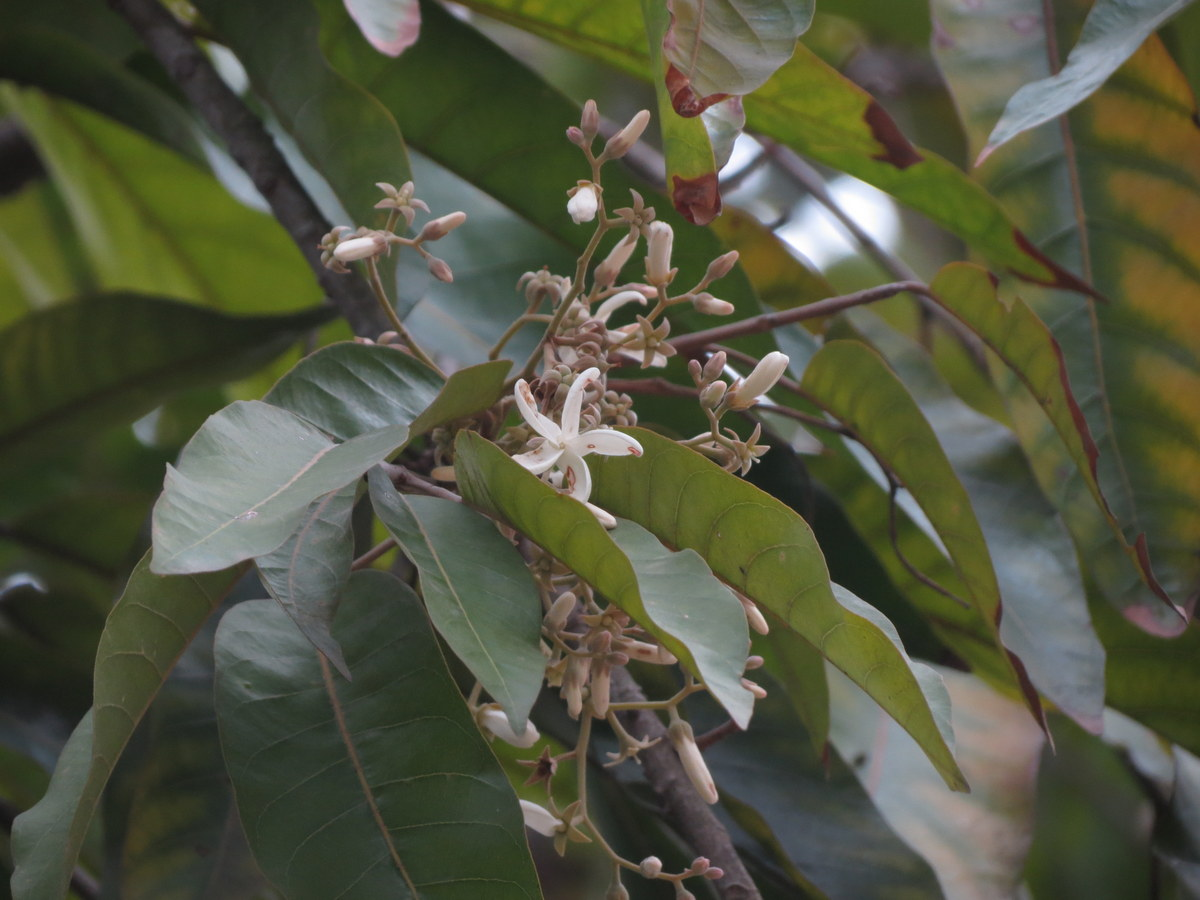
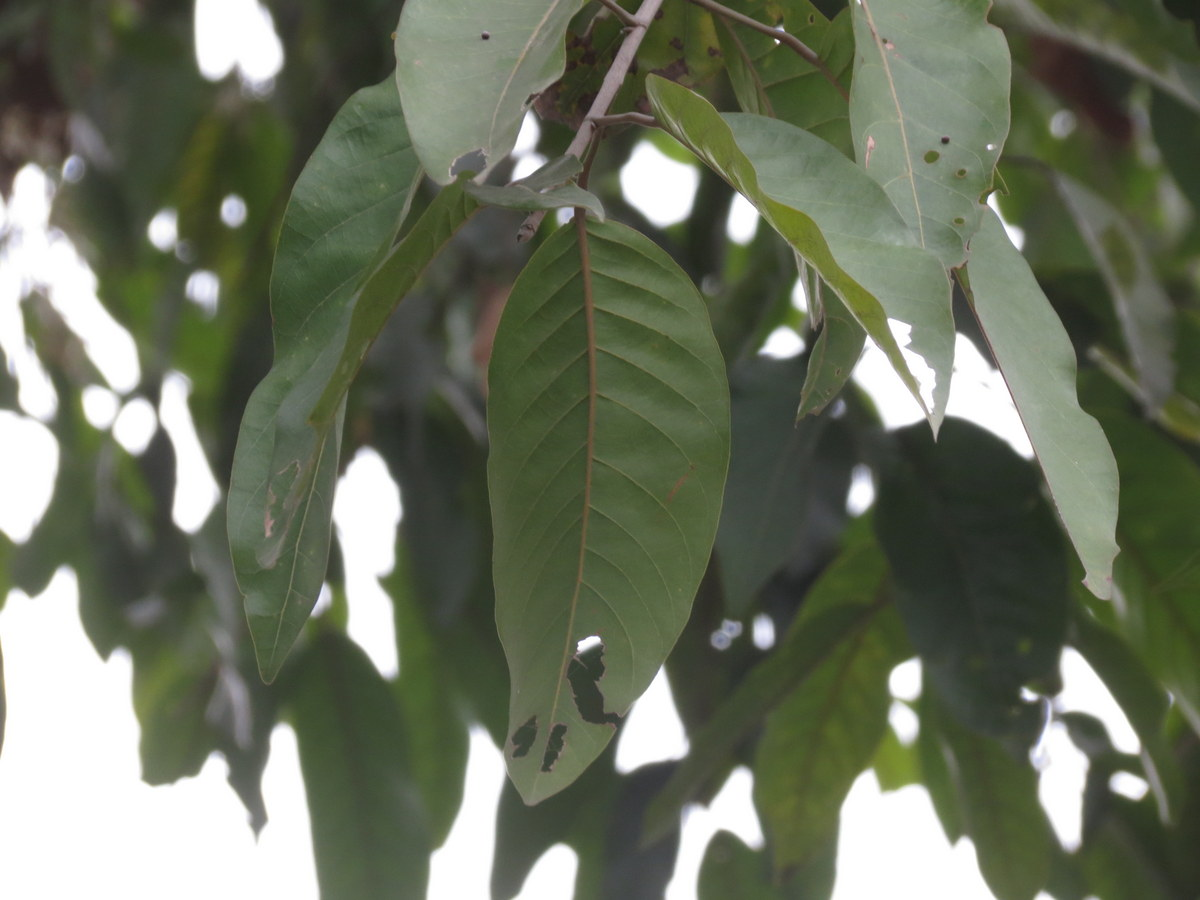
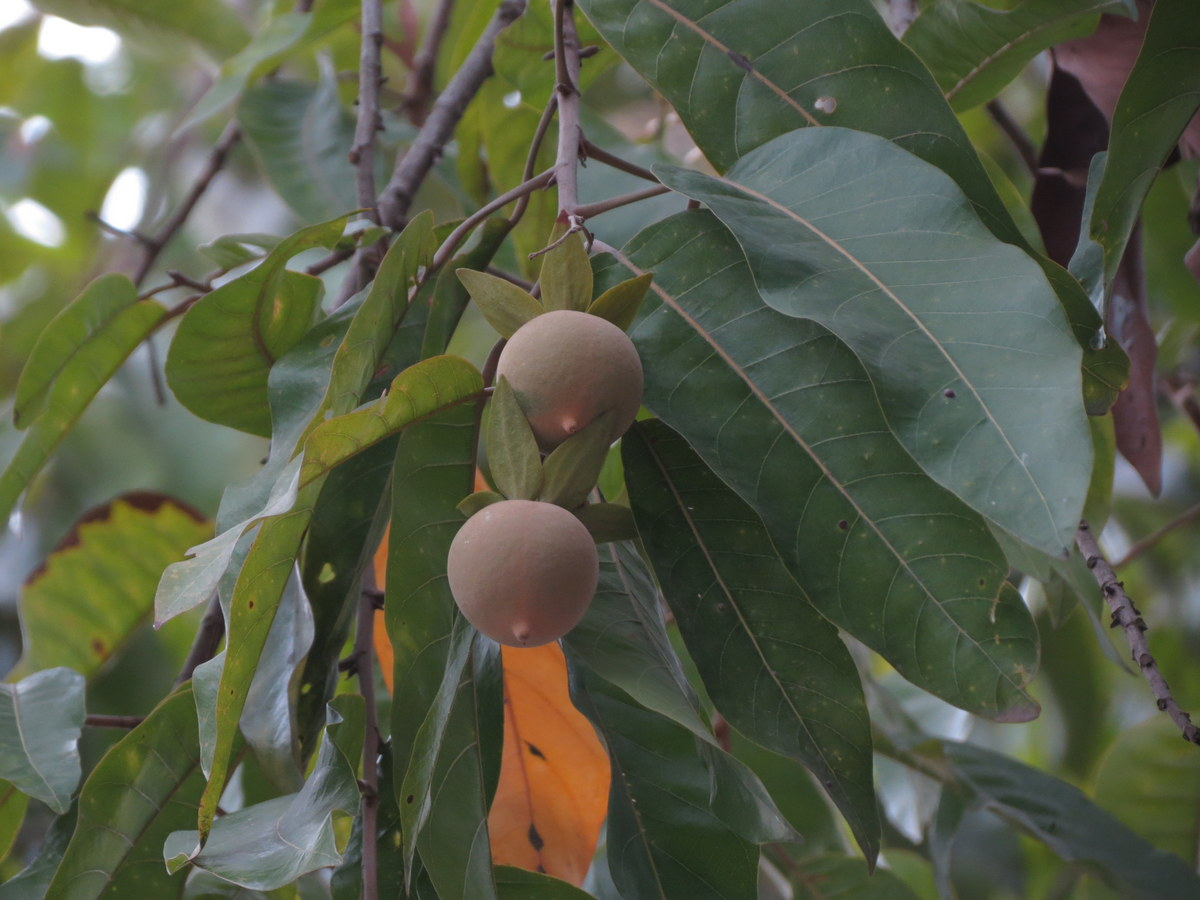
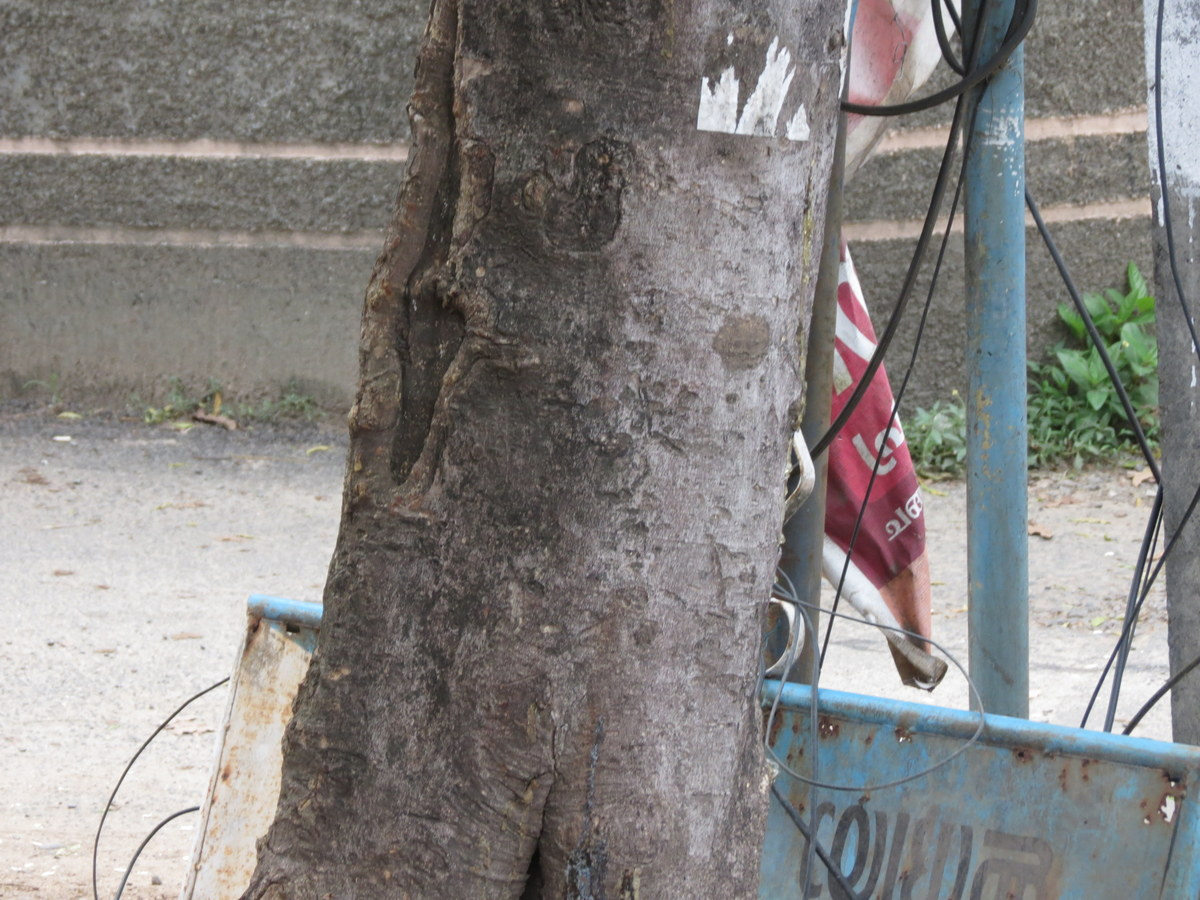

## Dottertaxa tillVatica, i alfabetisk ordning[1]
- Vatica affinis
- Vatica albiramis
- Vatica badiifolia
- Vatica bantamensis
- Vatica bella
- Vatica borneensis
- Vatica brevipes
- Vatica brunigii
- Vatica cauliflora
- Vatica chartacea
- Vatica chevalieri
- Vatica chinensis
- Vatica cinerea
- Vatica compressa
- Vatica congesta
- Vatica coriacea
- Vatica cuspidata
- Vatica diospyroides
- Vatica dulitensis
- Vatica elliptica
- Vatica endertii
- Vatica flavida
- Vatica flavovirens
- Vatica glabrata
- Vatica globosa
- Vatica granulata
- Vatica griffithii
- Vatica guangxiensis
- Vatica havilandii
- Vatica heteroptera
- Vatica hullettii
- Vatica javanica
- Vatica lanceifolia
- Vatica lobata
- Vatica lowii
- Vatica maingayi
- Vatica mangachapoi
- Vatica maritima
- Vatica micrantha
- Vatica nitens
- Vatica oblongifolia
- Vatica obovata
- Vatica obscura
- Vatica odorata
- Vatica pachyphylla
- Vatica pallida
- Vatica paludosa
- Vatica parvifolia
- Vatica patentinervia
- Vatica pauciflora
- Vatica pedicellata
- Vatica pentandra
- Vatica perakensis
- Vatica philastreana
- Vatica rassak
- Vatica ridleyana
- Vatica rotata
- Vatica rynchocarpa
- Vatica sarawakensis
- Vatica scortechinii
- Vatica soepadmoi
- Vatica stapfiana
- Vatica subglabra
- Vatica teysmanniana
- Vatica thorelii
- Vatica umbonata
- Vatica venulosa
- Vatica vinosa
- Vatica yeechongii